# Miss Bosnie-Herzégovine
Miss Bosnie-Herzégovine est un concours de beauté féminine annuel tenu en Bosnie-Herzégovine. Le concours est fondé en 1996 par la propriétaire de la franchise Miss Monde, Suzana Egonjic.
Il est le premier concours de beauté national créé en Bosnie-Herzégovine depuis la guerre de Bosnie-Herzégovine.
La gagnante est qualifiée à représenter la Bosnie-Herzégovine au concours Miss Monde. La dauphine représente le pays au concours Miss Europe ou dans un autre concours.

## Lauréates
| Année | Lauréate              | Ville d'origine | Age    | Résidence actuelle  | Notes |
| ----- | --------------------- | --------------- | ------ | ------------------- | --- |
| 1996  | Belma Zvrko           | Travnik         | 18 ans | Bosnie-Herzégovine  | Belma Zvrko est la première bosniaque à être élue Miss Bosnie-Herzégovine. Elle est la première bosniaque à participer au concours Miss Monde.                                                                                                   |
| 1997  | Elma Terzić           | Zenica          |        | Bosnie-Herzégovine  | |
| 1998  | Samra Tojaga          | Mostar          | 20 ans | Émirats arabes unis | |
| 1999  | Alisa Sisic           | Zenica          | 20 ans | États-Unis          | Alisa Sisic est dépouillée de son titre de Miss Bosnie-Herzégovine sept jours après sa victoire à la suite de la publication de photographies d'elle nue dans le quotidien Dnevni Avaz. Son titre revient à sa première dauphine, Samra Begović. |
| 1999  | Samra Begović         | Örebro          | 19 ans | Suède               | Samra Begović a été élue Miss Diaspora BiH 1999. Au moment de son élection, elle résidait en Suède en tant que réfugiée en raison de la guerre de Bosnie-Herzégovine qui sévissait Bosanska Gradiska.                                            |
| 2000  | Jasmina Mahmutović    | Bihać           | 19 ans | Bosnie-Herzégovine  | |
| 2001  | Ana Mirjana Račanović | Bijeljina       | 18 ans | Allemagne           | |
| 2002  | Danijela Vinš         | Zenica          | 17 ans | Ukraine             | Danijela Vinš a participé à l'élection de Miss Monde 2002 à Londres, au Royaume-Uni où elle se place dans le top 20. |
| 2003  | Irma Smaka            | Kakanj          | 18 ans | Bosnie-Herzégovine  | |
| 2004  | Njegica Balorda       | Zvornik         | 19 ans | Turquie             | |
| 2005  | Sanja Tunjić          | Lukavac         | 18 ans | Bosnie-Herzégovine  | Sanja Tunjić a été élue Miss Fédération de Bosnie-Herzégovine 2005. |
| 2006  | Azra Gazdić           | Tuzla           | 22 ans | Bosnie-Herzégovine  | Azra Gazdić a été élue Miss Fédération de Bosnie-Herzégovine 2006. |
| 2007  | Gordana Tomić         | Lopare          | 17 ans | Bosnie-Herzégovine  | |
| 2008  | Tanja Vujičić         | Nevesinje       | 18 ans | Bosnie-Herzégovine  | |
| 2009  | Andrea Šarac          | Gacko           | 18 ans | Bosnie-Herzégovine  | |
| 2010  | Snežana Prorok        | Istočna Ilidža  | 16 ans | Bosnie-Herzégovine  | Snežana Prorok a été élue Miss Republika Srpska 2010. |
| 2011  | Snežana Kuzmanović    | Laktaši         | 16 ans | Bosnie-Herzégovine  | |
| 2012  | Fikreta Husić         | Brčko           | 22 ans | Bosnie-Herzégovine  | Fikreta Husić a été élue Miss District de Brčko 2012. |
| 2013  | Sanda Gutić           | Brčko           | 19 ans | Autriche            | |
| 2014  | Isidora Borovčanin    | Pale            | 18 ans | États-Unis          | Isidora Borovčanin a été élue Miss Jahorine 2014 et Miss Republika Srpska 2014. |
| 2015  | Marijana Marković     | Prnjavor        | 20 ans | Bosnie-Herzégovine  | Marijana Marković a été élue Miss Région de Banja Luka 2015 et première dauphine de Miss Republika Srpska 2015. |
| 2016  | Halida Krajišnik      | Živinice        | 19 ans | Bosnie-Herzégovine  | |
| 2017  | Aida Karamehmedovic   | Trebinje        | 24 ans | Suède               | |
| 2018  | Anđela Paleksić       | Sarajevo        | 20 ans | Bosnie-Herzégovine  | |
| 2019  | Ivana Ladan           | Jajce           | 21 ans | Bosnie-Herzégovine  | |
| 2021  | Adna Biber            | Sarajevo        | 19 ans | Bosnie-Herzégovine  | |

## Galerie

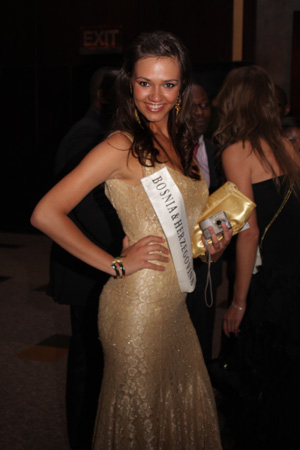
Tanja Vujičić, Miss Bosnie-Herzégovine 2008.
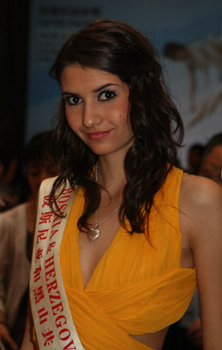
Gordana Tomić, Miss Bosnie-Herzégovine 2007.

## Dauphines
Cette liste recense les dauphines de Miss Bosnie-Herzégovine.
| Année | 1re dauphine                 | Ville      | 2e dauphine       | Ville         |
| ----- | ---------------------------- | ---------- | ----------------- | ------------- |
| 1996  | Narcisa Gaković              | Bihać      | Emiru Mešanović   | Sarajevo      |
| 1997  | NC                           | NC         | NC                | NC            |
| 1998  | Lejla Damadžić               | Tuzla      | NC                | NC            |
| 1999  | Samra Begović (remplacement) | Örebro     | NC                | NC            |
| 2000  | Sanja Pleše                  | Sarajevo   | Bojana Žuža       | NC            |
| 2001  | Branka Cvijanović            | NC         | Mireli Mevkić     | NC            |
| 2002  | Selma Sejtanic               | Oslo       | Dragana Šojić     | Banja Luka    |
| 2003  | Dini Mujezinović             | NC         | Mirjana Vasić     | NC            |
| 2004  | Sandra Alidžić               | Lukavac    | Daliborka Bubić   | Doboj         |
| 2005  | Valentina Jurković           | Čapljina   | Samri Menzilović  | Sarajevo      |
| 2006  | Katarina Martinović          | Orašje     | Nataša Petrović   | Lopare        |
| 2007  | Tamara Simić                 | Bijeljina  | Đulijana Alić     | Sarajevo      |
| 2008  | Inaida Ibrahimović           | Sarajevo   | Saneli Koprena    | Banja Luka    |
| 2009  | Sabina Vodeničarević         | Tuzla      | Lenka Časar       | Bijeljina     |
| 2010  | Hanadi Džabić                | Odžak      | Maja Kljajić      | Sarajevo      |
| 2011  | Tea Pokrajčić                | Sarajevo   | Marina Poletan    | Banja Luka    |
| 2012  | Jelena Lukic                 | Brčko      | Anja Đudurović    | Laktaši       |
| 2013  | Husneta Tupković             | Tuzla      | Jelena Stevanović | Doboj         |
| 2014  | Antonija Vučić               | Kiseljak   | Belma Ibrahimović | Srebrenica    |
| 2015  | Lejla Hodžić                 | Srebrenica | Nermina Malikić   | Tuzla         |
| 2016  | Lejla Šećerbegović           | Tuzla      | Dina Kahrimanović | Tuzla         |
| 2017  | Darja Hajdukov               | Tuzla      | Ivona Vučković    | Bileća        |
| 2018  | Elma Šljivić                 | Tuzla      | Jelena Škrbić     | Mrkonjić Grad |
| 2019  | Dajana Veriš                 | Banja Luka | Amina Smajić      | Kladanj       |
| 2021  | Anđela Glišić                | Zvornik    | Sara Dangubić     | Ljubinje      |